# Лечче
Лечче (італ. Lecce, сиц. Lecci) — місто та муніципалітет в Італії, у регіоні Апулія, столиця провінції Лечче.
Лечче розташоване на півострові Салентина, на відстані близько 510 км на схід від Рима, 140 км на південний схід від Барі.
Населення — 94 148 осіб (2014).
Щорічний фестиваль відбувається 26 серпня. Покровитель — Sant'Oronzo.

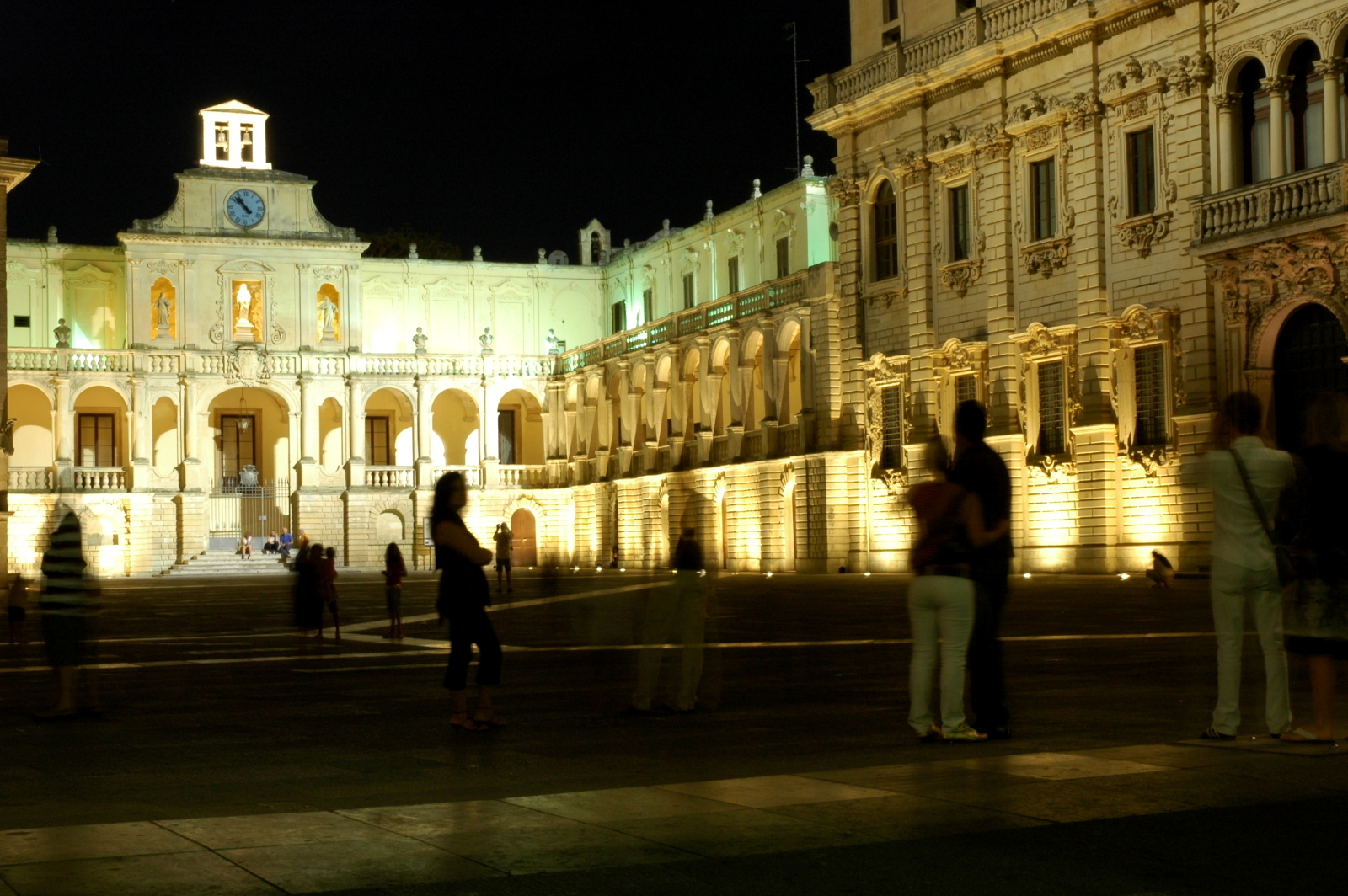
П'яцца Дуомо

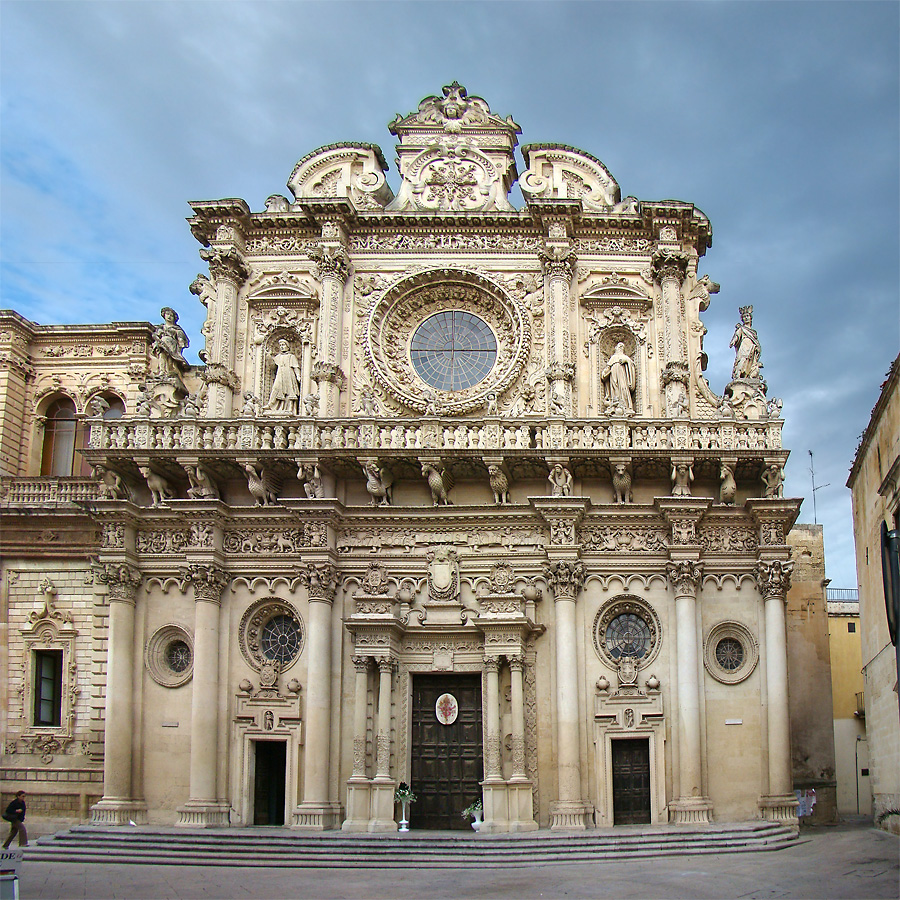
Базиліка Санта Кроке

## Демографія
Населення за роками:

Станом на 1 січня 2023 року в муніципалітеті офіційно проживав 7851 іноземець з 117 країн, серед них 1081 громадянин країн Євросоюзу та 67 громадян України.

## Клімат
| Місяці           | Місяці | Місяці | Місяці | Місяці | Місяці | Місяці | Місяці | Місяці | Місяці | Місяці | Місяці | Місяці | Пора | Пора | Пора | Пора | Рік  |
| Місяці           | Січ    | Лют    | Бер    | Кві    | Тра    | Чер    | Лип    | Сер    | Вер    | Жов    | Лис    | Гру    | Зим  | Вес  | Літ  | Осі  | Рік  |
| ---------------- | ------ | ------ | ------ | ------ | ------ | ------ | ------ | ------ | ------ | ------ | ------ | ------ | ---- | ---- | ---- | ---- | ---- |
| Темп. макс. (°C) | 13     | 13     | 16     | 19     | 24     | 28     | 31     | 31     | 27     | 22     | 17     | 14     | 13.3 | 19.7 | 30   | 22   | 21.3 |
| Темп. мін. (°C)  | 5      | 5      | 6      | 9      | 12     | 16     | 19     | 19     | 17     | 13     | 9      | 6      | 5.3  | 9    | 18   | 13   | 11.3 |

## Уродженці
- Антоніо Верріо (італ. Antonio Verrio; бл. 1636-1639 — бл. 17 червня 1707) — італійський художник епохи бароко.
- Франко Каузіо (*1949) — відомий у минулому італійський футболіст, фланговий півзахисник, згодом — спортивний коментатор.
- Франческо Мілеті (*1962) — італійський футболіст, півзахисник, згодом — футбольний тренер.
- Антоніо Конте (*1969) — відомий у минулому італійський футболіст, півзахисник, згодом — футбольний тренер.
- Марко Матерацці (*1973) — італійський футболіст, захисник.
- Себастьяно Луперто (*1996) — відомий італійський футболіст, захисник.
- Барбара Лецці (*1972) — італійська політикиня.

## Сусідні муніципалітети
- Арнезано
- Кавалліно
- Лекуїле
- Ліццанелло
- Монтероні-ді-Лечче
- Новолі
- Сан-Чезаріо-ді-Лечче
- Сан-П'єтро-ін-Лама
- Скуїнцано
- Сурбо
- Торк'яроло
- Верноле

## Галерея

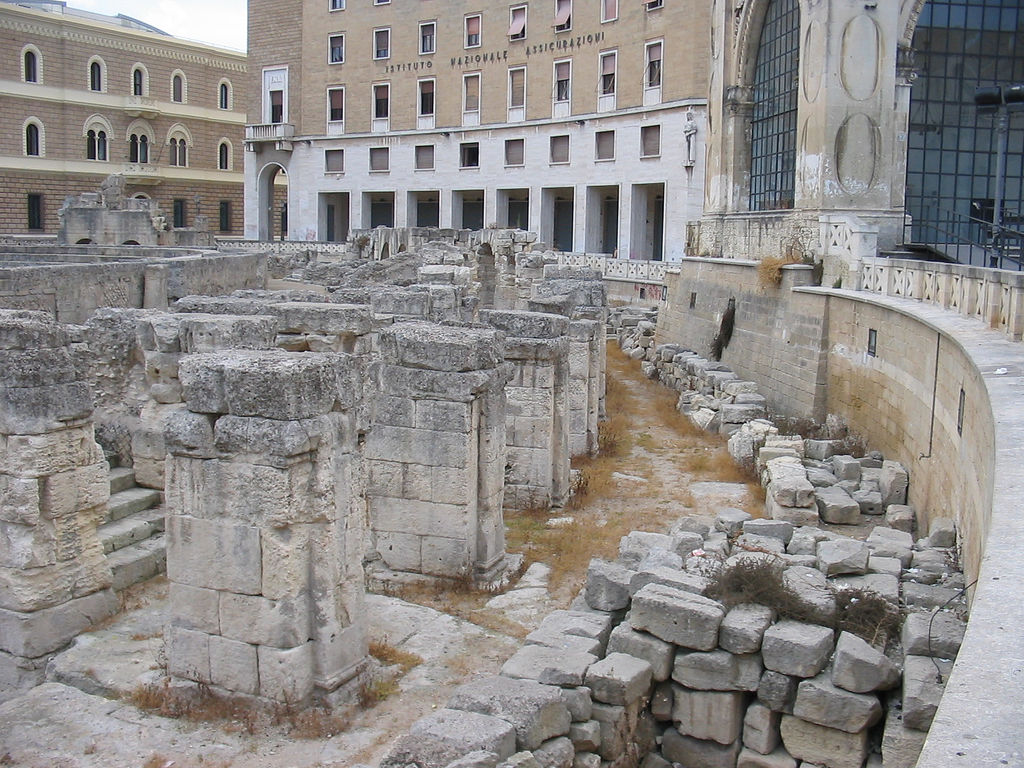
Parte dell'anfiteatro
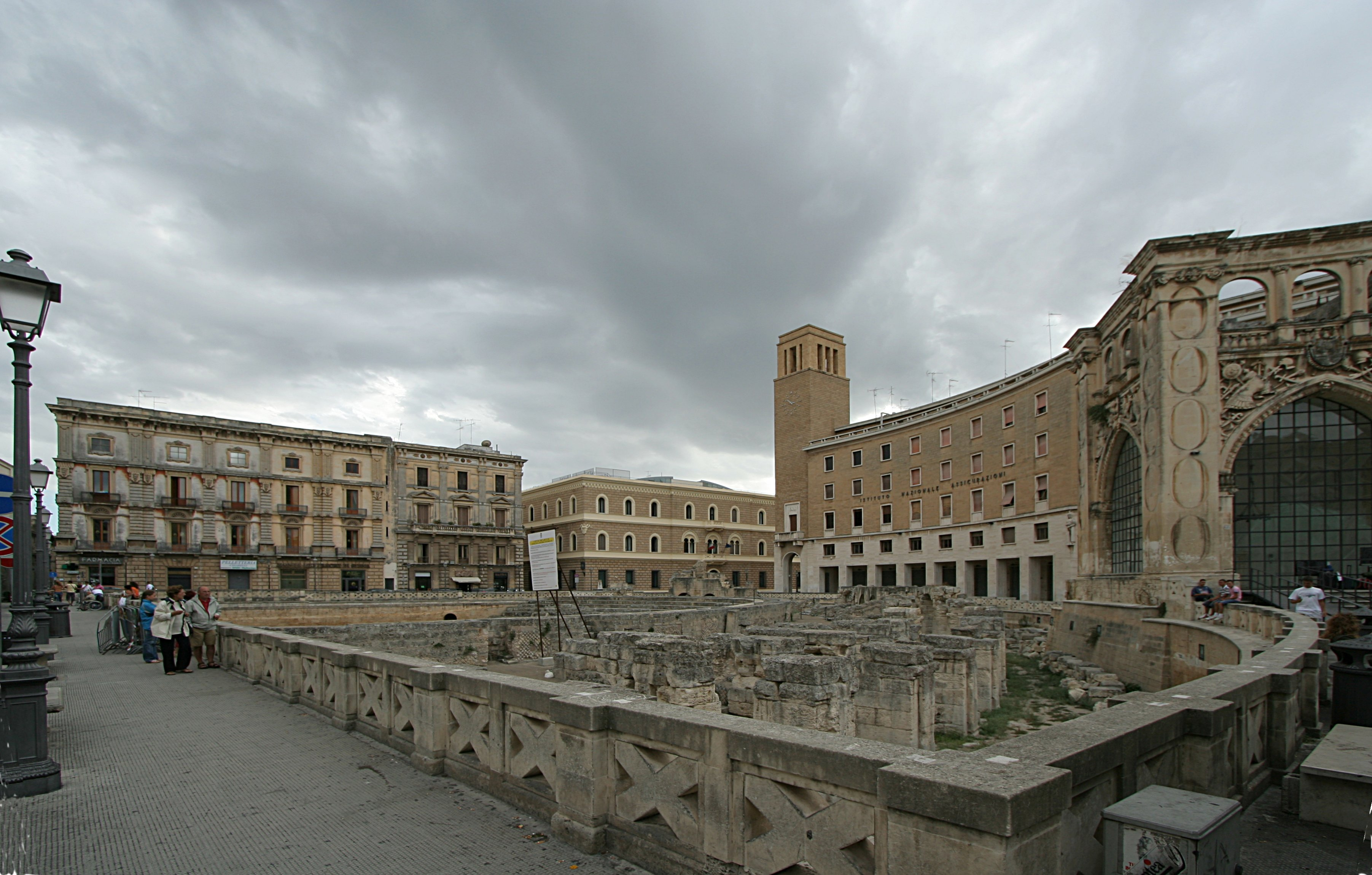
П'яцца Сант'Орнцо
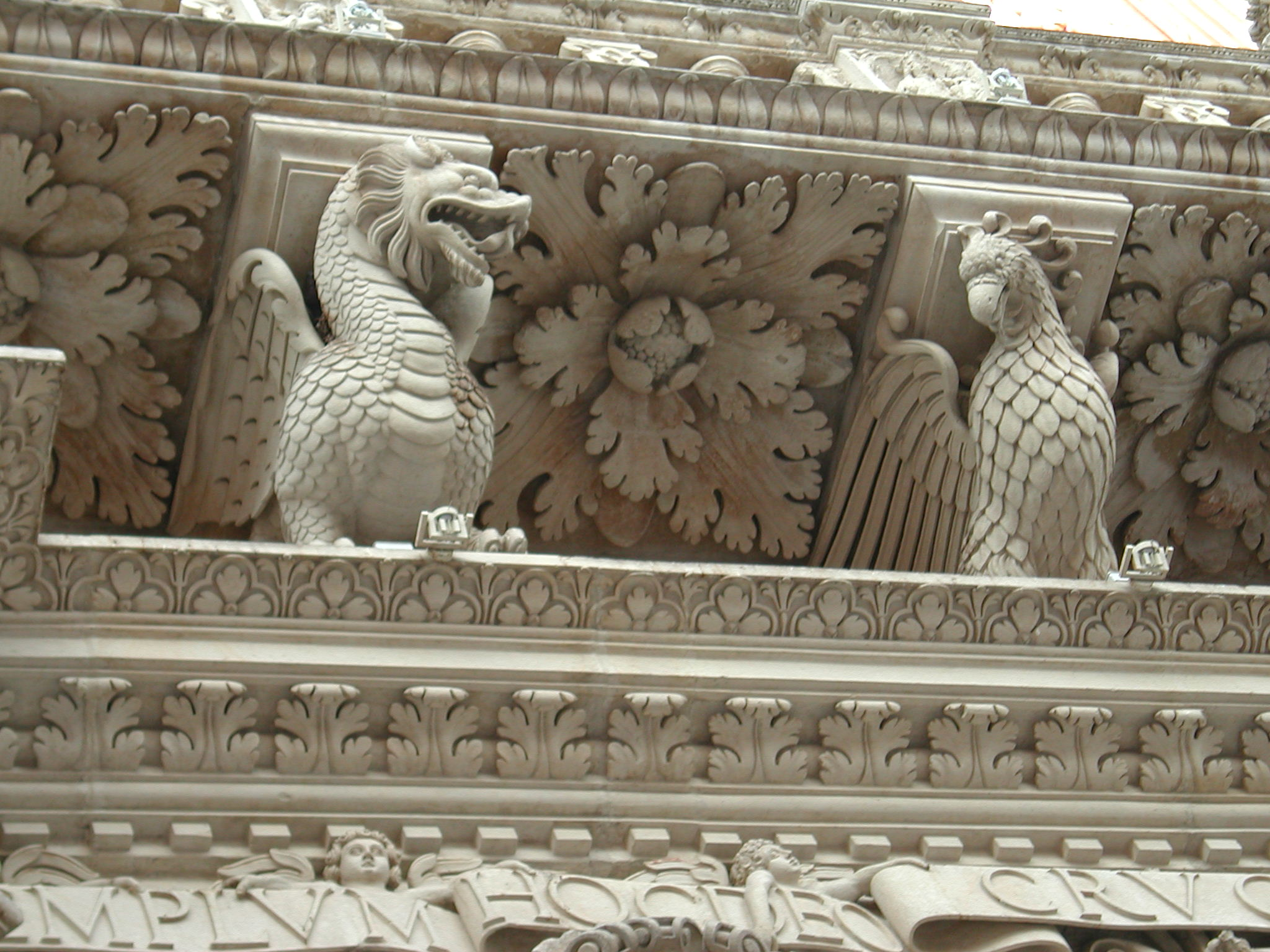
Particolare della facciata di S. Croce
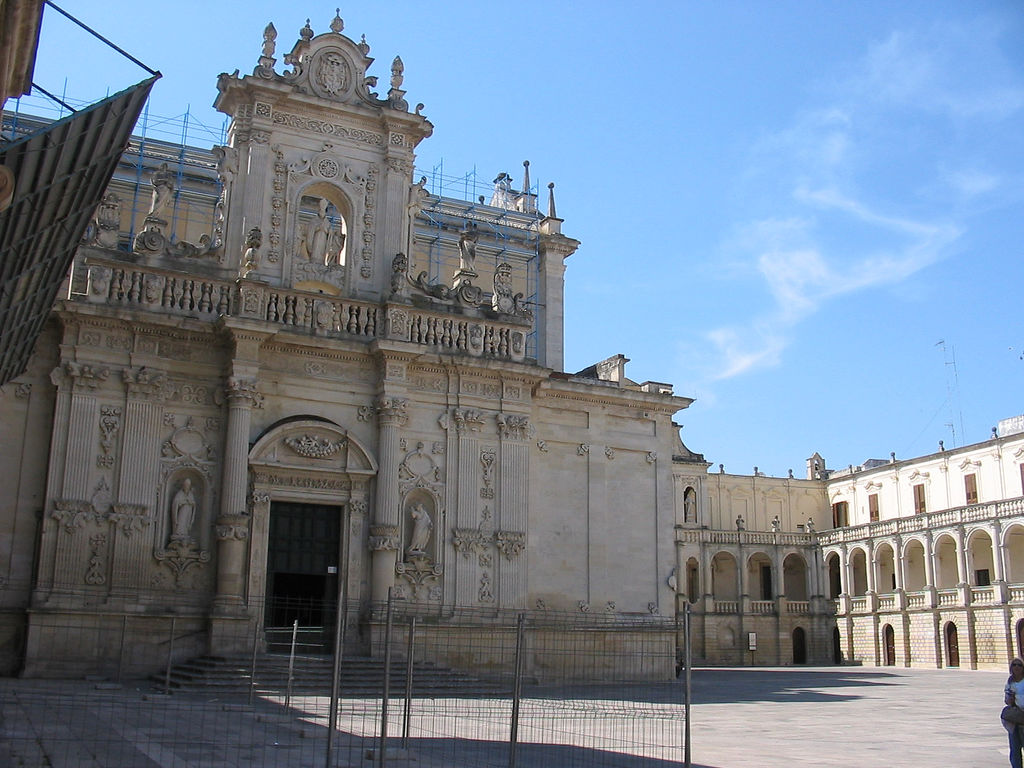
Дуомо
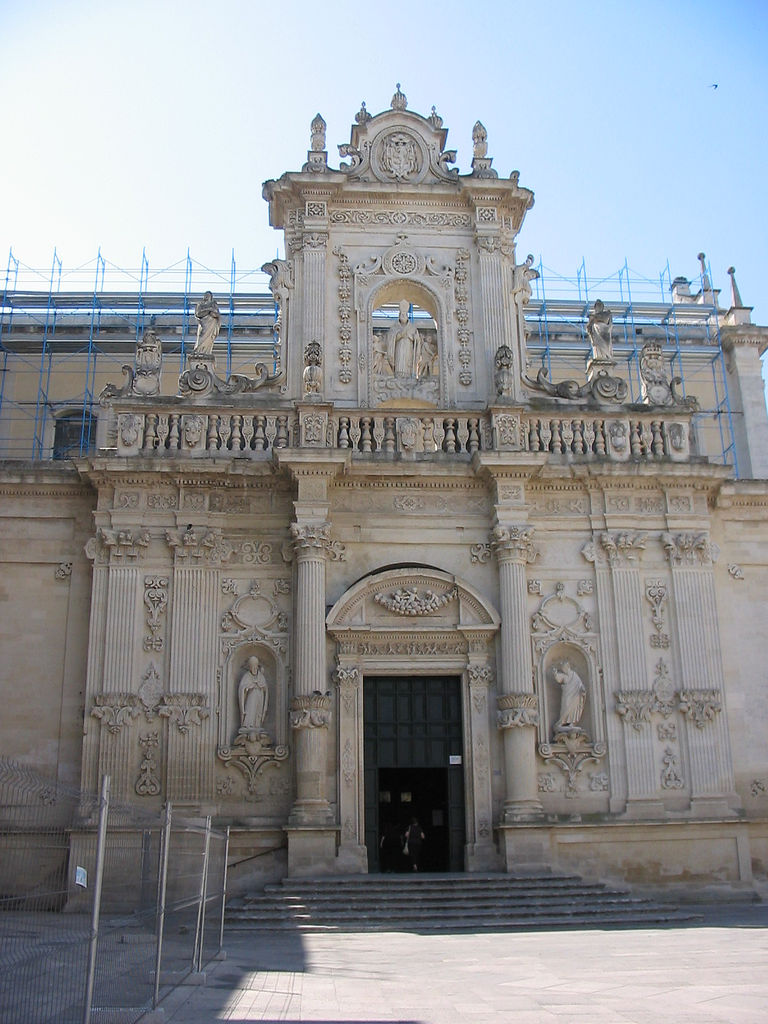
Facciata laterale del Duomo
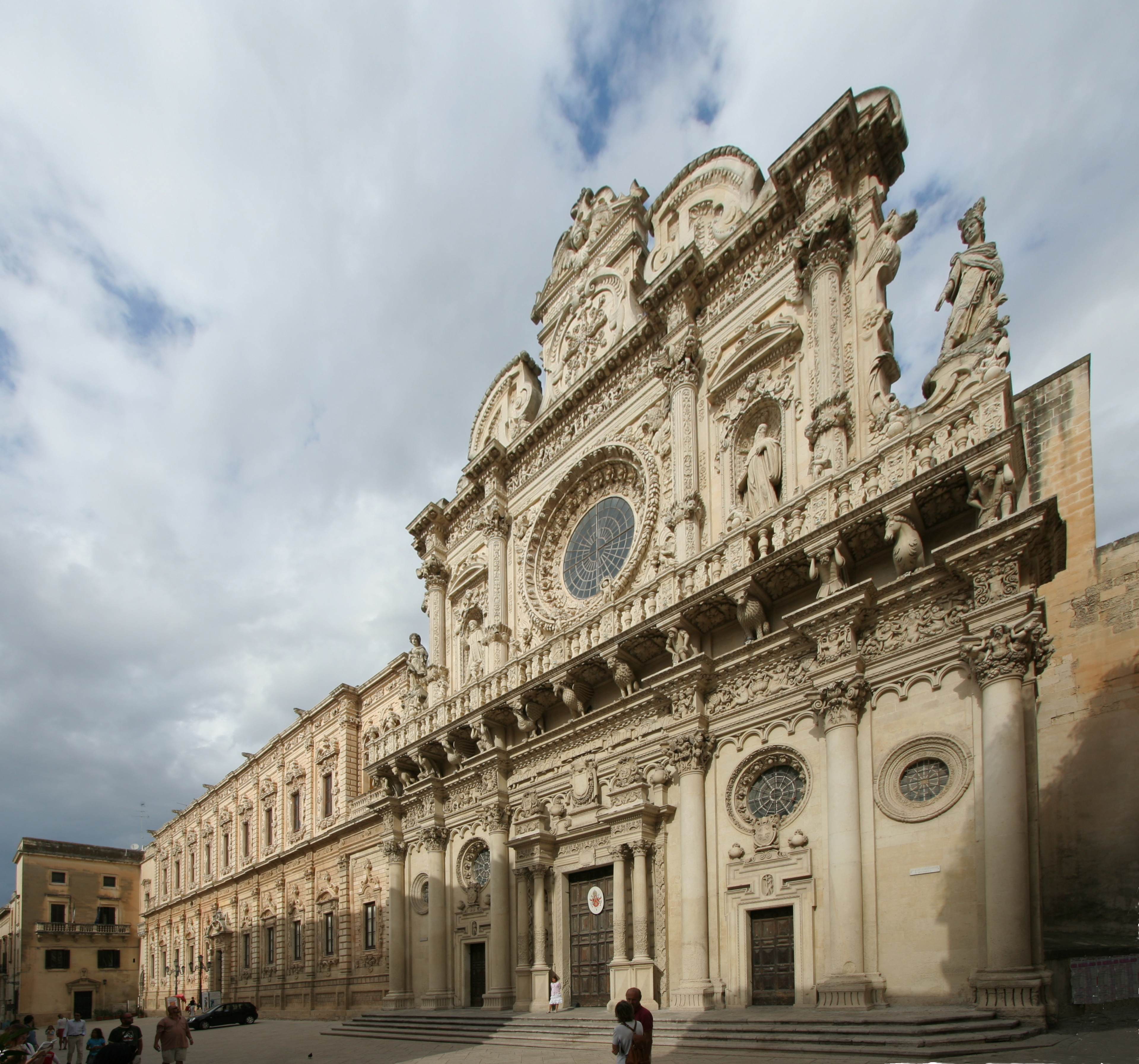
Veduta della Basilica di Santa Croce con l'adiacente Palazzo dei Celestini
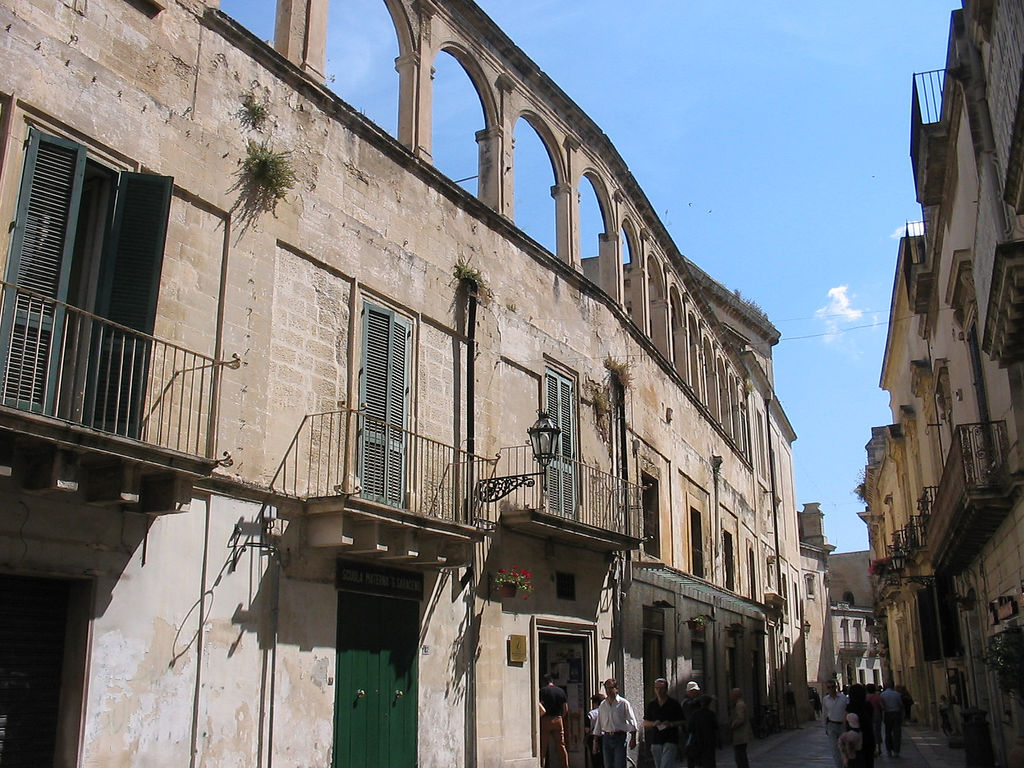
Corso Vittorio Emanuele II
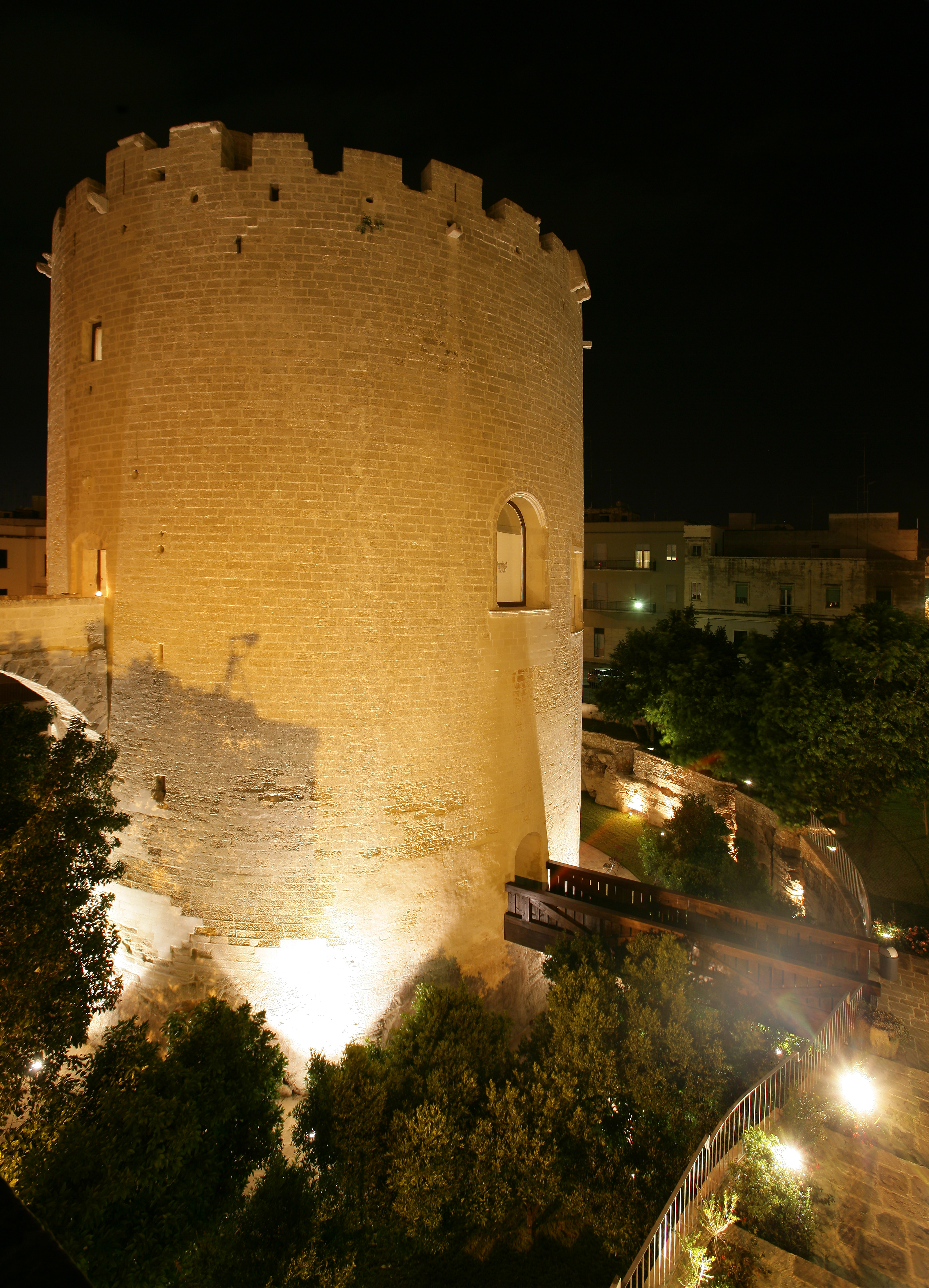
Torre del Parco e Fossato